# Leptotarsus (Longurio) travassosanus
Leptotarsus (Longurio) travassosanus is een tweevleugelige uit de familie langpootmuggen (Tipulidae). De soort komt voor in het Neotropisch gebied.